# Invasion du Tibet par les Gurkhas
Guerre sino-népalaise
L'invasion du Tibet par les Gurkhas (chinois simplifié : 廓尔喀之役 ; chinois traditionnel : 廓爾喀之役 ; pinyin : kuòěrkā zhī yì ; litt. « bataille (des) Gurkhas » ; népalais : नेपाल-चीन युद्ध translittération ISO-15919 : nēpāla-cīna yuddha, littéralement : guerre sino-népalaise), est l'invasion du Tibet sous la tutelle des Qing par les troupes du royaume du Népal en 1788 et en 1792, sous le règne de Jamphel Gyatso (1758-1804), le 8e dalaï-lama. 
Ce conflit fait suite à un différend commercial entre les deux pays, lié à la fabrication au Népal de pièces d'argent de mauvaise qualité destinées à être écoulées au Tibet. La guerre oppose d'abord les armées népalaises et tibétaines. En 1788-89, les troupes népalaises du prince Bahadur Shah occupent une partie du Tibet et pillent le monastère de Tashilhunpo à Shigatsé. Les Tibétains finissent par signer le traité de Kerung, où ils s'engagent à verser un tribut annuel au Népal. Cependant, les Tibétains ne versent pas le tribut prévu et, lorsque le conflit reprend, ils demandent l'intervention de la Chine. Les forces sino-tibétaines commandées par Fuk'anggan attaquent le Népal et y pénètrent jusqu'à Nuwakot (en), où elles doivent faire face à une forte contre-attaque népalaise. Le conflit s'enlisant, les deux pays finissent par accepter de faire la paix et signent le traité de Betrawati,.

## Présentation des Gurkhas
Les Gurkhas sont des membres du clan rajput Khasi de l'Inde du Nord qui ont émigré du Rajasthan vers le territoire actuel du Népal, au XVIe siècle. En 1559, quelques-uns des Gurkhas émigrent vers l'est et se découpent un petit royaume sur le territoire du Népal actuel, à 80 km au nord-ouest de Katmandou, territoire auquel ils donnent le nom de Gorkha. 
En 1769, ils s'emparent de la majorité du territoire actuel du Népal, alors dirigé par la Dynastie Malla, et s'installent à Katmandou, où ils font de l'hindouisme la religion d'État.

## Situation avant le début du conflit
En 1650, le 5e dalaï-lama signe un traité avec le roi de Patan, Siddhi Narasimha Malla, autorisant le Népal à frapper la monnaie avec des lingots d’argent fournis par les Tibétains. Les rois Malla touchent alors une commission de 12 % . 
Lorsque Prithvi Narayan, le dirigeant du Royaume Gorkha (en), met en place un blocus économique de la vallée de Katmandou pendant sa campagne d'unification du Népal, Jaya Prakash Malla (en), le dirigeant de Katmandou, doit fait face à une grave crise économique. Il essaye de l'atténuer en frappant des pièces d'argent en utilisant un alliage mêlant cuivre et argent. Après avoir réussi à conquérir la vallée de Katmandou en 1769 et ainsi renforcer la puissance de la dynastie Shah qu'il vient de fonder, Prithvi Narayan relance la frappe de pièces en argent pur. Mais à ce moment-là, la confiance que la population avait envers les pièces frappées au Népal est déjà ébranlée, au point que les Tibétains exigent que toutes les pièces impures en circulation soient remplacées par des pièces en argent pur. Cette demande représente un énorme fardeau financier pour la dynastie Shah. Prithvi Narayan n'est pas prêt à supporter une perte aussi énorme dans une affaire dont il n'est pas responsable, mais il est prêt à se porter garant de la pureté des pièces nouvellement frappées. Ainsi, deux types de pièces se retrouvent en circulation sur le marché et, comme ce problème n'est pas réglé avant la mort de Prithvi Narayan qui survient en 1775, les dirigeants successifs du Népal se retrouvent les uns après les autres à devoir le gérer.
En 1788, le prince Bahadur Shah, le plus jeune fils de Prithivi Narayan Shah, et l'oncle et régent du roi mineur Rana Bahadur Shah, hérite d'une situation qui s'est aggravée. En effet, toujours à cause de ce problème de pièces d'argent de mauvaise qualité, le Tibet commence à répandre des rumeurs selon lesquelles il est en mesure d'attaquer le Népal, tandis que les marchands népalais présents au Tibet sont  harcelés. La décision du Népal de fournir un refuge au 10e Shamarpa Lama, Mipam Chödrup Gyamtso, et à ses quatorze disciples tibétains est un autre point délicat dans les relations diplomatiques entre les deux royaumes. En effet, ce dernier a fui le Tibet pour se réfugier au Népal pour des raisons religieuses et politiques. Une autre cause de conflit est la mauvaise qualité du sel fourni par les Tibétains au Népal, car à l'époque, tout le sel du Népal provient du Tibet. Une délégation népalaise a été envoyée au Tibet pour résoudre ces questions, mais leurs demandes sont rejetées par les Tibétains. Les Népalais trouvent dans cette querelle sur la monnaie un bon prétexte pour étendre leur royaume et attaquer les riches monastères du Tibet. C'est ainsi qu'en 1788, le Népal lance des attaques sur plusieurs fronts contre le Tibet.

## Incursion de 1788
À l'été 1788, le roi Rana Bahadur (1775-1806) envoie des soldats gurkhas, qui sont sous le commandement conjoint de Damodar Pande et Bam Shah, attaquer le Tibet. Les troupes népalaises entrent au Tibet en passant par Kuti et avancent jusqu'au monastère de Tashilhunpo, situé à 410 km de là, qui est pillé. Une bataille féroce a eu lieu à Shikarjong, au cours de laquelle les Tibétains subissent une cuisante défaite. Le Panchen-lama et le Sakya Lama demandent alors aux Gurkha l'ouverture de pourparlers de paix. Les troupes Gurkha quittent alors Shikarjong et se dirigent vers Kuti et Kerung, qu'ils occupent.

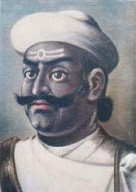
Le Kazi, Damodar Pande, qui dirige les opérations militaires aboutissant au traité de Kerung

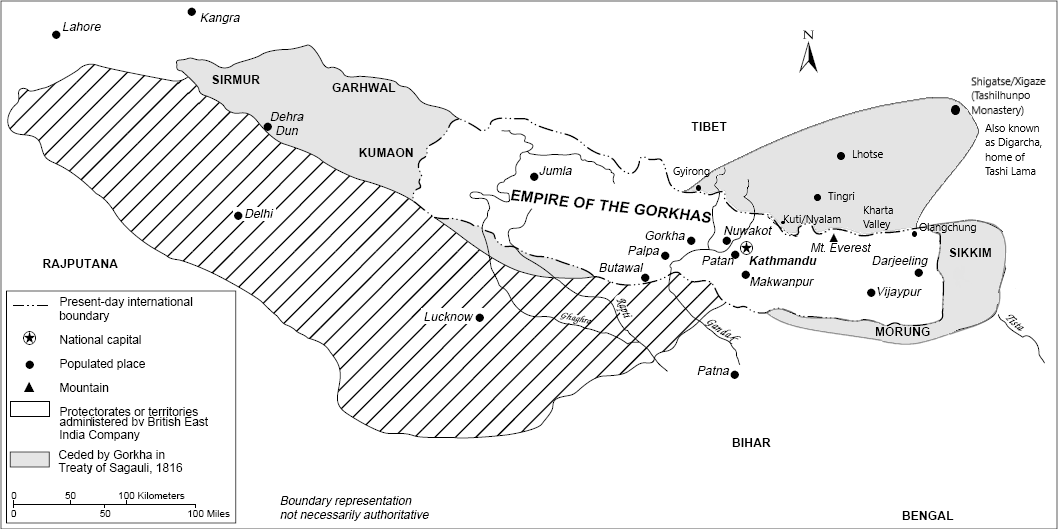
Expansion territoriale du Népal jusqu'à Shigatsé/Digarcha

Lorsque l'empereur chinois Qianlong apprend la nouvelle de l'invasion du Tibet par le Népal, il envoie un important détachement de l'armée chinoise sous le commandement du général Chanchu. Ce dernier est mis au courant de la situation par des lamas tibétains et décide de rester au Tibet jusqu'à ce que le différend soit réglé.
Les représentants du Tibet et du Népal se rencontrent à Khiru en 1789 pour des pourparlers de paix. À l'issue desdits pourparlers, le Tibet est tenu responsable de la querelle et doit indemniser le Népal pour les pertes subies pendant la guerre. Le Tibet doit également verser un tribut au Népal pour une somme de 50 001 roupies par an en échange de la restitution au Tibet de tous les territoires acquis pendant la guerre,. Le texte issu de ces pourparlers de paix porte le nom de traité de Kerung. À la fin des négociations, les représentants népalais reçoivent 50 001 roupies au titre du premier versement. Ainsi, après avoir restitué les territoires concernés, à savoir les villes de Kerung, Kuti, Longa, Jhunga et Falak, les Gurkhas retournent au Népal. Mais comme le Tibet refuse de payer les tributs après le premier versement effectué lors de la conclusion du traité, la guerre entre les deux royaumes reprend en 1791.

## Invasion de 1791

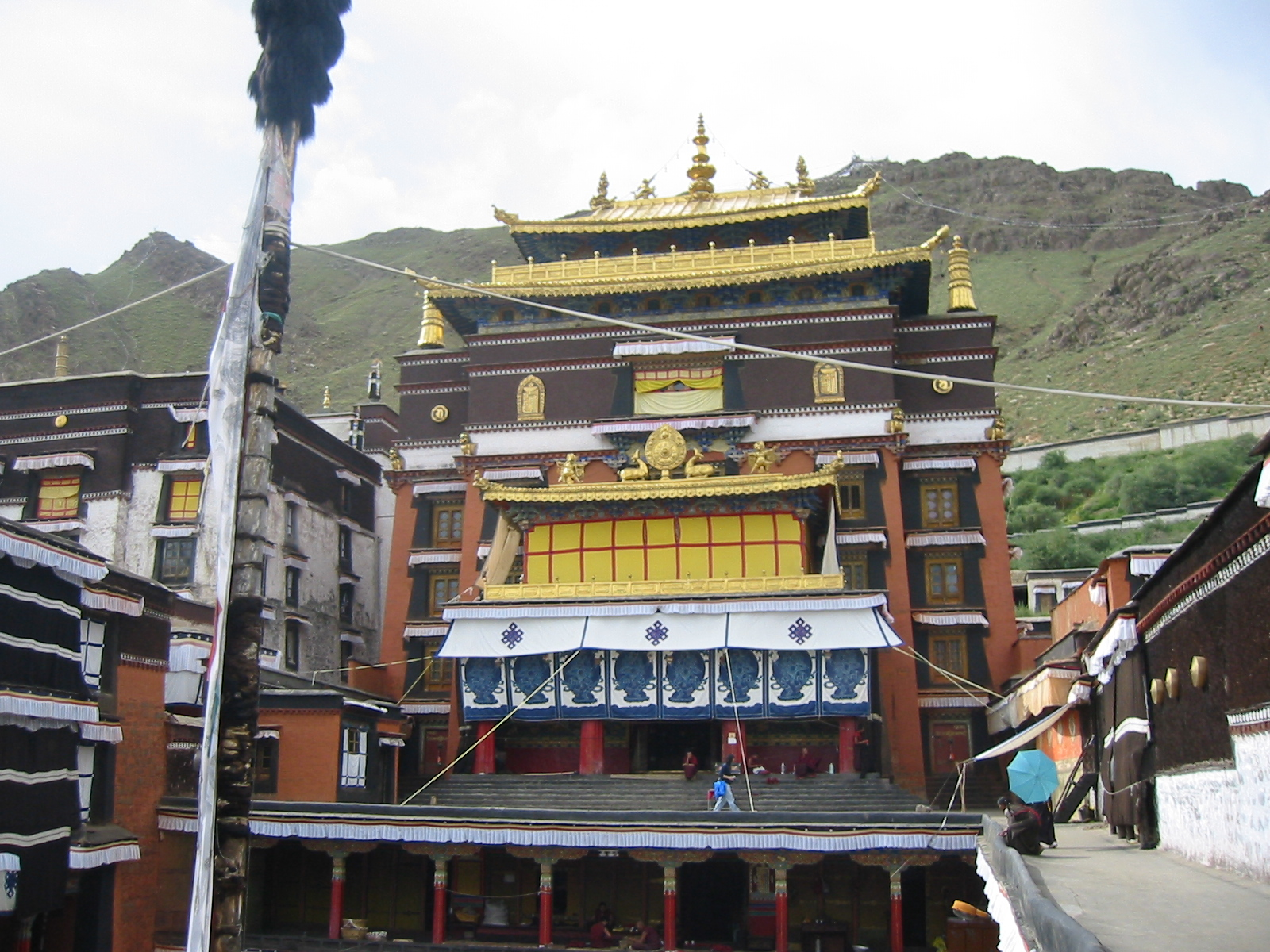
Monastère de Tashilhunpo en 2002

Les Tibétains étant donc revenus sur leurs engagements, en 1791, Bahadur Shah envoie une armée commandée par Abhiman Singh Basnet en direction de Kerung et une autre commandée par Damodar Pande en direction de Kuti. Les soldats Gurkhas de Damodar Pande occupent Shigatsé, détruisant, pillant, et défigurant le grand monastère de Tashilhunpo. Au cours des combats, Damodar réussit à capturer le ministre de Lhassa présent sur place, Dhoren Kazi, avant de retourner au Népal. Le jeune panchen-lama est contraint de fuir à Lhassa. Lorsque l'Empereur de Chine Qianlong apprend la nouvelle, il réagit immédiatement en organisant une expédition militaire. En effet, il est bien conscient que l'écrasement du Tibet ferait de ce dernier le vassal du Népal. Il envoie donc depuis la province du Sichuan, une armée de 17 000 hommes, composée de soldats Han, Mongols et Mandchous, commandée par le général Fuk'anggan. Ainsi, en 1792, la guerre entre le Népal et le Tibet s'est transformée en une guerre entre le Népal et l'empire Qing.
La cour impériale Qing demande au Roi népalais de restituer au Tibet tous les biens qui ont été pillés à Shigatse et de renvoyer chez lui le Shamarpa Lama, qui est alors toujours réfugié au Népal. Comme le Népal fait la sourde oreille, l'armée impériale Qing se met en route vers le Tibet. Les soldats Qing marchent le long des rives de la rivière Trishuli jusqu'à atteindre la ville de Nuwakot. Là, les troupes népalaises tentent de se défendre contre l'attaque des Qing, mais le rapport de force n'est pas en leur faveur. La bataille se solde par de lourdes pertes dans les deux camps et une victoire de l'armée chinoise, qui repousse les Gurkhas jusqu'aux collines intérieures du Népal, situées près de la capitale népalaise. Cependant, malgré ce succès, les Qing n'ont pas réussi à détruire totalement l'armée des Gurkhas.
Dans le même temps, le Népal fait face à des affrontements militaires sur deux autres fronts. En effet, le royaume de Sikkim commence à lancer des incursions le long de la frontière orientale du Népal; tandis qu'à l'extrême-ouest du pays, la guerre avec l'État de Garhwal continue. De plus, au sein même du Népal, les royaumes d'Achham, de Doti et de Jumla se révoltent ouvertement. Cette multiplication des problèmes et des fronts à défendre complique la tâche de Bahadur Shah pour organiser la défense contre l'armée Qing. Pour se sortir de cette situation inextricable, Bahadur Shah demande 10 canons obusiers adaptés à la guerre en terrain montagneux à la Compagnie britannique des Indes orientales. Si le capitaine William Kirkpatrick arrive bien à Katmandou, il n'a pas les canons demandés et conditionne la livraison des armes à la signature d'un traité commercial favorable à la compagnie des Indes. Finalement, les armes ne sont pas livrées et la situation militaire de Bahadur Shah devient critique.
Le 8e jour du mois de Bhadra, soit le 24 août 1792, 10 000 soldats chinois avancent à partir de la rivière Betrawati et attaquent les trois forts situés le long des rives de ladite rivière, à savoir Chokde, Dudethumko et Gerkhu. Gerkhu est défendu par les troupes du commandant Kaji Kirtiman Singh Basnyat et Chokde, par celles du commandant Kaji Damodar Pande. Il y a de sérieux combats autour des trois forts et la forte résistance des troupes népalaises contraint les soldats chinois à battre en retraite vers la rivière Betrawati. Au pont de Betrawati, le général chinois Tung Thyang commence à punir les soldats qui battent en retraite en leur infligeant de graves blessures et sévices corporels qui entraînent leur mort. Ainsi, deux des officiers chinois qui se sont retirés au-delà de la rivière Betrawati ont été punis par une amputation du nez. Ces punitions achèvent de démotiver les troupes et accélèrent les désertions et la retraite des soldats par d'autres voies moins sûres. De nombreux soldats chinois sont morts en tombant des collines dans la rivière et d'autres sous les balles et les flèches des Népalais. Environ 1000 à 1 200 soldats chinois sont tués de cette manière. Après cette défaite, le général Tung Thyang perd tout espoir d'attaquer les forces népalaises et décide d'envoyer une lettre au gouvernement népalais où il explique vouloir conclure un traité de paix. Lorsqu'il reçoit la lettre de Tung Thyang, le roi du Népal saute sur cette occasion de faire la paix. En effet, malgré cette victoire, sa situation reste critique, car il lui reste peu de ressources et il ne sait pas combien de temps il pourra encore se défendre contre les Qing tout en poursuivant les conflits en cours à l'ouest, sans parler de mater les différentes révoltes. Il donne donc l'ordre à Kaji Damodar Pande de conclure un traité avec l'empereur chinois pour empêcher toute nouvelle attaque et sceller la paix avec la Chine. L'ordre royal délivré par le roi Rana Bahadur Shah est remis à Kaji Damodar Pande le 13e jour du mois de Bhadra, soit le septembre 1792. Voici une traduction du contenu de cette lettre :

« Du Roi Rana Bahadur Shah,
A Damodar Pande.
Salutations. Tout va bien ici. Nous désirons la même chose pour là-bas(=le front). Les nouvelles ici sont bonnes. L'empereur chinois n'est pas insignifiant. C'est un grand Empereur. Nous aurions pu les repousser avec la bénédiction de (la déesse Sri Dourga) quand ils sont venus ici cette fois. Mais il ne serait pas bon pour l'avenir de maintenir le conflit avec l'Empereur. Lui aussi souhaite conclure un traité, et c'est ce que nous souhaitons nous aussi. Tung Thwang a envoyé une lettre demandant que l'un des quatre Kajis (en) soit envoyé avec des lettres et des présents pour présenter ses respects à l'empereur chinois. Les Kajis étaient envoyés officiellement pour conclure des traités avec Tanahu et Lamjung. Nous réalisons actuellement qu'il ne sera pas convenable pour nous de ne pas déléguer un Kaji à l'Empereur. Quand la question a été discutée avec les autres Kajis ici présents, ils ont dit que Damodar Pande, le bénéficiaire des subventions de (des terres de) Birta et le plus âgé des Kajis, devrait partir (apporter les lettres et présents à l'empereur). Donc vous devez y aller. S'il y a un retard, (les intérêts) de l'État seront lésés. Vous devriez donc partir de là (ou vous êtes). En ce qui concerne les instructions, vous êtes un Pande (en) de notre cour. Vous n'ignorez donc pas ce qui profitera à l’État et vous apportera du crédit. Vous savez (de telles choses). À cet égard, agissez à votre discrétion. Envoyez une réponse à ce sujet rapidement, dans le ghadi (24 minutes) qui suit la réception de cet ordre royal. Tout retard sera préjudiciable.
daté du jeudi 13 Bhadra Sudi 1849 (septembre 1792) à Kantipur. »

## Conséquences

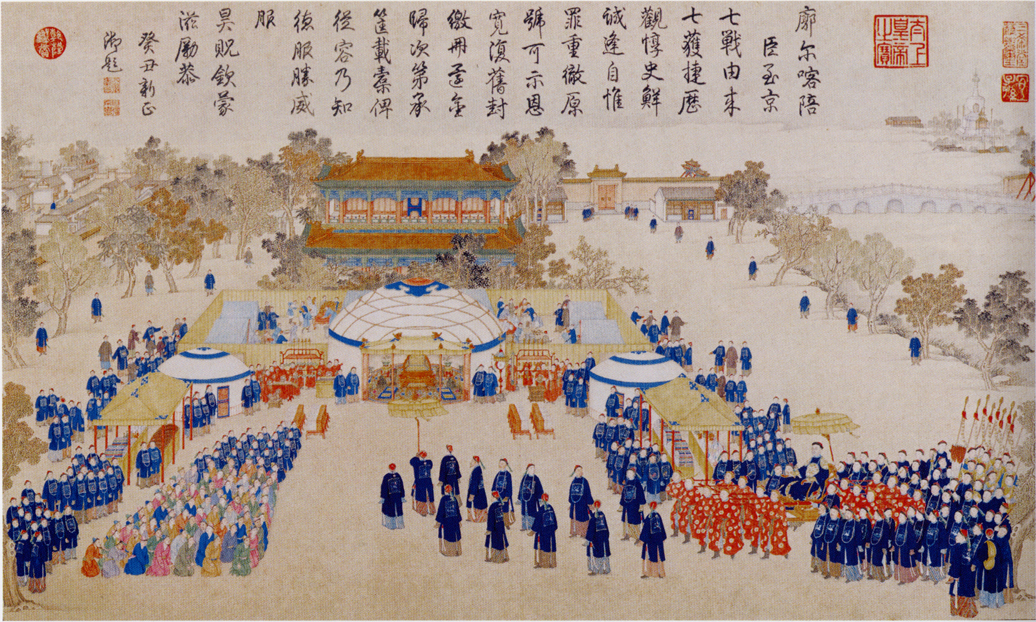
La célébration de la consolidation du Tibet après la campagne contre les Gurkhas (Népal) 1792

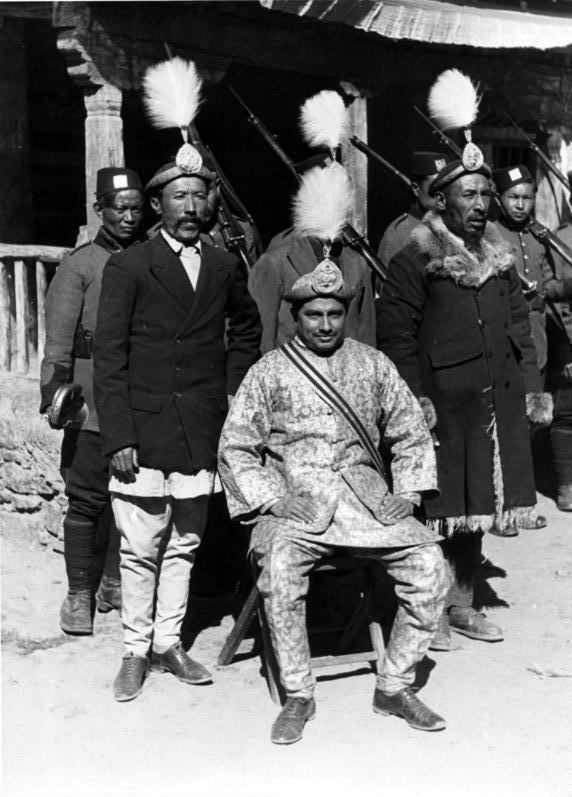
Le Major Hiranya Bahadur Bista Kshatriya, à la mission diplomatique népalaise, gardée par des Gurkhas

Le général  Fuk'anggan envoie ensuite une proposition au gouvernement du Népal pour la ratification d'un traité de paix. Bahadur Shah accepta la proposition et les deux parties concluent un traité amical à Betravati le 2 octobre 1792. Les termes du traité sont les suivants :
1. Le Népal et le Tibet accepteront la suzeraineté de l'empereur Qing.
2. Le gouvernement tibétain paiera l'indemnisation des biens des marchands népalais qui ont été pillés par les Tibétains à Lhassa[15].
3. Les citoyens népalais auront le droit de visiter, de commercer et d'établir des industries dans n'importe quelle partie du Tibet et de la Chine.
4. En cas de différend entre le Népal et le Tibet, le gouvernement Qing interviendra et réglera le différend à la demande des deux pays.
5. Les Qing aideront le Népal à se défendre contre toute agression extérieure.
6. Le Népal et le Tibet devront envoyer une délégation tous les cinq ans pour verser un tribut à la Cour impériale de Chine.
7. En retour, l'empereur Qing enverra également des cadeaux amicaux aux deux pays et les personnes qui portent le tribut seront traitées comme des invités importants et recevront toutes les facilités.

Dans le même temps, l’incapacité des Tibétains à repousser les forces népalaises sans l’aide de l’armée impériale, conjuguée à l’inefficacité de leur gouvernement dans la direction et la gestion des affaires, amènent les Qing à prendre les choses en main une nouvelle fois. Ainsi en 1792, Qianlong signe un décret intitulé Décret royal en 29 articles pour mieux gouverner au Tibet qui resserre la tutelle impériale sur le Tibet qui devient un protectorat.
Ce décret renforce les pouvoirs dont disposent les ambans, lesquels ont désormais prééminence dans les affaires politiques sur le kashag et le régent. Le dalaï-lama et le panchen lama doivent passer par eux pour adresser une pétition à l’empereur. Les ambans sont chargés également de la défense des frontières et de la conduite des affaires étrangères. La correspondance des autorités tibétaines avec l’étranger (dont les Mongols du Kokonor) doit être visée par les ambans. La garnison impériale et l’armée tibétaine sont placées sous leur commandement. Pour voyager, il faut être muni de documents délivrés par les ambans. Les décisions de justice sont soumises à leur aval. La monnaie tibétaine, qui avait été la cause du conflit avec le Népal, devient du seul ressort de Pékin. Le nouveau décret confère aux ambans une autorité égale à celle du dalaï-lama pour ce qui est des questions et nominations administratives importantes et exige que les nominations aux postes les plus élevés (comme celui de ministre du conseil) soient soumises à l'empereur pour approbation. Une disposition interdit aux proches parents des dalaï-lamas et panchen-lamas d’occuper des fonctions officielles jusqu’à la mort de ces derniers. Le décret renferme également des dispositions visant à empêcher l’abus des corvées infligées à la paysannerie. Mais surtout, selon l’article premier, le choix de la réincarnation du dalaï-lama et celle du panchen lama se fera au moyen du tirage au sort dans une urne d’or afin d’éviter d’éventuelles manipulations conduisant à la désignation de rejetons de puissantes familles laïques. Constatant que « L'absence de l'armée officielle dans la région du Tibet a eu pour conséquence l'instauration de conscriptions d'urgence en temps de crise, ce qui s'est avéré dommageable pour le peuple tibétain », le 4e article décrète la formation d'une infanterie tibétaine de 3 000 hommes). Partant du principe qu'un drapeau militaire est une nécessité pour l'entraînement quotidien d'une armée, le gouvernement central des Qing instaure le « drapeau au lion des neiges » comme drapeau militaire du Tibet. 
Les exigences du gouvernement central sont communiquées au dalaï-lama par le général Fuk'anggan.
Enfin, des garnisons militaires sont établies près de la frontière népalaise, à Shigatsé et à Tingri.
Une mission diplomatique népalaise est établie à Lhassa en 1792,.

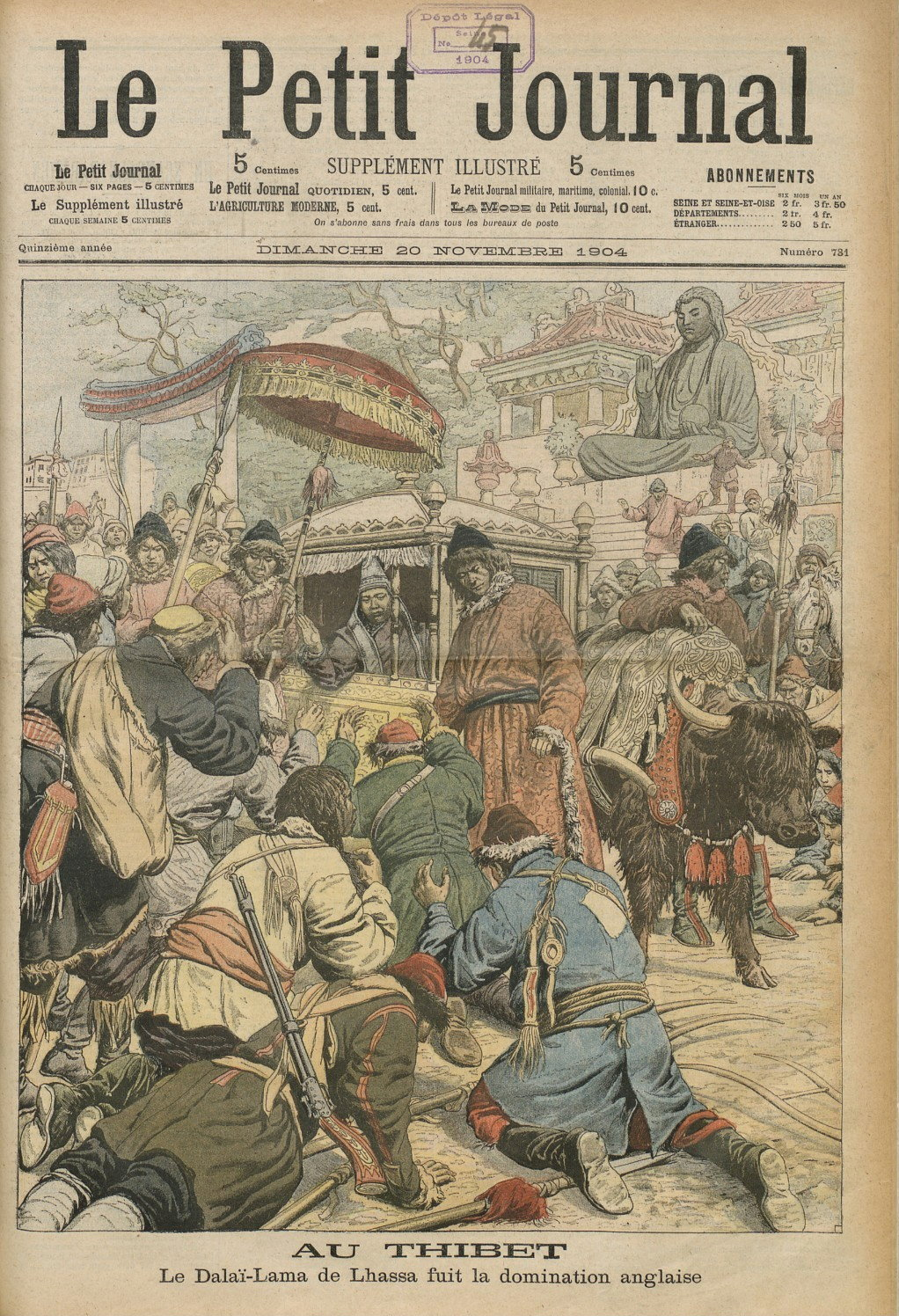
Le dalaï-lama fuyant l'invasion britannique, Le Petit Journal du 20 novembre 1904.

Laurent Deshayes affirme qu'au milieu du XIXe siècle le Tibet n'était pas considéré comme intégré à l'empire. Pour Frédéric Lenoir, ces réformes furent peu appliquées et le protectorat ne fut jamais exercé par les autorités de Pékin. Il en veut pour preuve le fait que les armées du Tibet affrontèrent seules celles du Ladakh en 1841 et du Népal en 1854 ainsi qu'un corps expéditionnaire britannique en 1904. Seuls des représentants du gouvernement tibétain signent les traités de paix mettant fin à ces guerres. Il s'agit en fait de la Convention entre la Grande-Bretagne et le Tibet, un des traités inégaux, signé sans réels représentants, les ambams refusant de signer et le dalaï-lama ayant fui l'invasion britannique à Urga (alors capitale de Mongolie-Extérieure), puis à Pékin. Devant le tollé international, ce traité sera renégocié avec la Chine lors de la Convention entre la Grande-Bretagne et la Chine relative au Tibet, l'année suivante.
Pour ce qui est du Népal, il conserve son autonomie. Cependant, l'affaiblissement de la dynastie Qing au cours du XIXe siècle a entraîné le non-respect du traité de 1792. Par exemple, pendant la guerre anglo-népalaise de 1814-1816, lorsque la Compagnie britannique des Indes orientales envahit le Népal, non seulement la Chine n'aide pas son vassal, mais elle échoue également à empêcher la cession du territoire népalais aux Britanniques. De même, au cours d'une autre guerre entre le Népal et le Tibet (en) qui a lieu de 1855 à 1856, la Chine est totalement absente du conflit entre ses deux vassaux. En fait, les Qing n'ont pas particulièrement envie de gouverner le Népal ; leur guerre visait principalement à consolider leur contrôle du Tibet qui, à son tour, était lié à la stratégie militaire en Asie centrale. À noter que, malgré tout, le Népal verse son tribut quinquennal à la Chine jusqu'à la révolution chinoise de 1911.

### Lecture pour approfondir
- Wright, Daniel, History of Nepal. New Delhi-Madras, Asian Educational Services, 1990